# Smells Like Teen Spirit
A Smells Like Teen Spirit a Nirvana nevű amerikai rockegyüttes egyik dala, egyúttal az első dal az együttes számára az áttörést meghozó 1991-es Nevermind albumon; a dal ugyanakkor kislemezen is megjelent. A Kurt Cobain, Krist Novoselic, Dave Grohl által írt és Butch Vig által rendezett Smells Like Teen Spirit tette világszerte ismertté és elismertté az alternatív rockot és a grunge-ot, és az amerikai Generation X himnuszává vált.
A Smells Like Teen Spirit, az együttes első és legnagyobb slágere, 1991-ben világszerte a toplisták élére került. Hatodik lett a Billboard magazin Hot 100 listáján és első a magazin Modern Rock Tracks ranglistáján. A The Village Voice hetilap Pazz & Jop kritikusi szavazásán az év legjobb kislemezének címét nyerte el. A dalból készült klipet is gyakran sugározták, az 1992-es MTV Video Music Awardson a legjobb új előadónak és a legjobb  alternatív zenei videóért járó díjat is elnyerte az együttes.
A hallgatók és a kritikusok a zene történetének legnagyobb dalai között tartják számon. A Rolling Stone magazin által 2004-ben összeállított Minden idők 500 legjobb dalának listáján a 9. helyen szerepelt. A Guitar World magazin olvasói a 100 legnagyobb gitárszóló listáján a 26. helyre sorolták a dalban szereplő gitárszólót.

## Története
A dal címét onnan kapta, hogy az énekes (Kurt Cobain) egy barátja azt mondta Kurt-ről: „Úgy bűzlik, mint a Teen Spirit”, a dal befutásának évében, 1991-ben megjelent dezodor.